# Venchi, Mureș
Venchi este o localitate componentă a municipiului Sighișoara din județul Mureș, Transilvania, România.